# Klallam
Los klallam (gente fuerte) eran una tribu salish que vivía en la península Olympic, al noroeste del estado de Washington, cerca del estrecho de Juan de Fuca, en los EE. UU.

## Demografía
Eran 800 en 1804, 336 en 1904, un millar en 1960, y unos 3.000 en 1980, pero de ellos sólo 40 parlantes. 
Según el censo de 2000, había 2.278 individuos.
Actualmente viven en las reservas de Port Gamble (829 censados), Jamestown (216 censados) y Elwaha (638), según datos del Bureau of Indian Affairs.

## Costumbres
Vivían en el área cultural del Noroeste, muy relacionados con los nootka y kwakiutl, con quienes compartían rasgos culturales, como los palos totémicos y la celebración del potlacht. Vivían en poblados de un millar de personas, se alimentaban de wapatto, raíces de cama, bayas silvestres y pescaban salmón y mamíferos acuáticos.
Hacían esculturas de cedro, practicaban la esclavitud y el chamanismo, y no constituían ninguna unión política ni nación unificada.
Celebraban ceremonias de iniciación llamadas “de la canoa del espíritu” y otras para curar enfermedades. En ellas, el chamán simulaba un viaje en canoa al interior de la tierra para visitar las almas de los difuntos. Se empleaban mesas de madera y figuras esculpidas para hacer de puente entre el hombre y el espíritu. 
También usaban las sxwayxwey, máscaras empleadas en los nacimientos, bodas y funerales, que tenían los ojos planos y cilíndricos que aplicaban juegos de efectos visuales. 
Tenían una técnica especial de trenzado para hacer cestería y alfombras, usando espirales; unían paja y hierbas secas y teñidas para decoración geométrica.
La herencia se transmitía por vía paterna, y los lazos de parentesco eran muy importantes. Cada grupo familiar respetaba a su jefe, que le orientaba para aprovechar recursos y matrimonios.

## Historia
El primer contacto con los blancos en la zona de Puget Sound se produjo en 1774, con exploradores españoles y rusos. En 1788 James Cook visitó la zona. Hacia 1805 los norteamericanos Lewis y Clark llegaron a Washington. Hacia 1810 se construyó Fort Astoria, en Spokane, y en 1813 el territorio fue puesto bajo la protección de la NNCo. En 1825 los británicos construyeron Fort Vancouver y provocaron la primera epidemia de viruela. En 1850 comenzaron a confiscarles tierras merced a la Oregon Donation Act y la creación del territorio de Washington en 1853.
Desde 1880 se difundió en la zona la religión de la Indian Shaker Church, fundada por el squaxin John Slocum.
En 1914 se produjo la primera protesta por las tierras indias en la zona costera. Así, en 1916 se creó la North West Federation of American Indians, por el quinault Thomas G. Bishop, que agrupaba 40 tribus para conseguir las reservas prometidas. En 1921 organizaron una protesta contra el incumplimiento del Tratado de Point Elliot, y reclamaron 150.000 dólares. 
En 1950 el BIA creó la Agencia de West Washington, para las tribus de los tratados del estado de Washington, entre ellas los klallam.
Los miembros más destacados de la tribu han sido los escritores Duane Niatum y Philip Harold Red Eagle.

## Enlaces
- Wikimedia Commons alberga una categoría multimedia sobre Klallam.
- Lower Elwha Klallam Tribe
- Jamestown S'Klallam Tribe
- Elaine Grinnell, contador de historias, músico y cestero klallam
- Washington Post: "Northwest Tribe Struggles to Revive Its Language"
- Lengua Klallam
- S'Klallam or Klallam (Olympic National Park)
- S'Klallam Tribe
- Tribus de la Olympic

- Datos: Q958274
- Multimedia: Klallam / Q958274